# Букове-Гурне
Букове-Гурне (пол. Bukowie Górne) — село в Польщі, у гміні Дружбиці Белхатовського повіту Лодзинського воєводства.
Населення — 144 особи (2011).
У 1975-1998 роках село належало до Пйотрковського воєводства.

## Демографія
Демографічна структура станом на 31 березня 2011 року:
|          | Загалом | Допрацездатний вік | Працездатний вік | Постпрацездатний вік |
| -------- | ------- | ------------------ | ---------------- | -------------------- |
| Чоловіки | 70      | 18                 | 47               | 5                    |
| Жінки    | 74      | 14                 | 42               | 18                   |
| Разом    | 144     | 32                 | 89               | 23                   |